# 툴륨
툴륨(←영어: Thulium 술리엄[*], 문화어: 툴리움←독일어: Thulium 툴리움[*])은 화학 원소로 기호는 Tm(←라틴어: Thulium 툴리움[*]), 원자 번호는 69이다. 희토류 원소 중 가장 적게 산출된다. 툴륨은 쉽게 가공할 수 있으며 밝은 은백색의 광택이 나는 금속이다. 툴륨은 비싸고 희귀함에도 불구하고 휴대용 X선 장치나 고체상 레이저의 방사선원으로 쓰인다. 그리고 전구에 툴륨 페인트를 입히면 밝은 초록 빛이 난다고 한다.
1879년에 스웨덴의 화학자 페르 테오도르 클레브(Per Teodor Cleve)는 희토류 산화물 에르비아에서 이전에 알려지지 않았던 또 다른 두 가지 성분을 분리했는데, 그는 이를 홀미아와 툴리아라고 불렀다. 이들은 각각 홀뮴과 툴륨의 산화물이었다. 상대적으로 순수한 툴륨 금속 샘플은 1911년에 처음으로 얻어졌다.
툴륨은 지구상에서 미량으로만 발견되는 방사능으로 불안정한 프로메튬 다음으로 란타넘족 원소 중 두 번째로 적은 원소이다. 밝은 은회색 광택을 지닌 가공하기 쉬운 금속이다. 상당히 부드럽고 공기 중에서 천천히 변색된다. 높은 가격과 희귀성에도 불구하고 툴륨은 휴대용 엑스선 장치 및 일부 고체 레이저의 방사선원으로 사용된다. 이는 중요한 생물학적 역할이 없으며 특별히 독성이 없다.

## 같이 보기
- 분류:툴륨 화합물